# (4337) Arecibo
(4337) Arecibo est un astéroïde de la ceinture principale qui a été ainsi baptisé en référence au radiotélescope d'Arecibo.
Il fut découvert par Edward L. G. Bowell le 14 avril 1985.